# Kia Rio
De Rio is een automodel uit de compacte klasse (B-segment) van het Zuid-Koreaanse automerk Kia.

## Eerste generatie (Type "DC", 2000-2005)
De Kia Rio kwam voor het eerst op de Europese markt in 2000. Eerst stond de hatchback met een 1,5-literbenzinemotor bij de dealers. Later in 2000 volgde een sedan en een 1,3-litermotor. Dit model is tot 2003 in Nederland en België te koop geweest. In hetzelfde jaar werd de Rio grondig gefacelift. Details als koplampen, achterlichten, bumpers en interieur werden aangepast. Het model bleef verkrijgbaar met dezelfde motoren.

### Motoren
1,3-literbenzinemotor,
- Vier cilinders
- Vier kleppen per cilinder
- Cilinderinhoud 1343 cm³
- vermogen 60 kW (82 pk)
- koppel 116 Nm @ 3000 tpm
- multipoint injectie

1,5-literbenzinemotor,
- vier cilinders
- vier kleppen per cilinder
- cilinderinhoud 1493 cm³
- Vermogen 71 kW (97 pk)
- Koppel 132 Nm @ 4500 tpm
- Multipoint Injectie

## Tweede generatie (Type "JB", 2005-2011)
Dit model werd in 2006 afgelost door een compleet nieuwe Rio. Dat model Rio was meer ontworpen naar Europese maatstaven. De maten van het model veranderden daarbij. Zo werd de wielbasis groter, waardoor er meer beenruimte ontstond, maar kromp de achterbak een flink eind. Hiermee was het tijdperk van de ruime, goedkope Rio voorbij. Deze Rio werd namelijk ook een stuk duurder. Aan het motorenbestand werd een 1.5 CRDi VGT toegevoegd, de eerste dieselmotor in een Rio. Hiermee hoopte Kia een groter publiek aan te spreken. De sedan was hierbij komen te vervallen voor Nederland en België, in thuisland Zuid-Korea en de Verenigde Staten bleef de sedan te koop. De huidige versie van de sedan is qua uiterlijk naar de hatchback gemodelleerd.

### Motoren
1,4-literbenzinemotor
- vier cilinders
- vier kleppen per cilinder
- cilinderinhoud 1399 cm³
- Vermogen 71 kW (97 pk)
- Koppel 126 Nm @ 4700 tpm
- Multipoint Injectie

1,6-liter-CVVT-benzinemotor,
- Vier cilinders
- Vier kleppen per cilinder
- cilinderinhoud 1599 cm³
- vermogen 82 kW (112 pk)
- koppel 146 Nm @ 4500 tpm
- Multipoint Injectie

1,5-liter CRDi VGT dieselmotor,
- Vier cilinders
- Vier kleppen per cilinder
- Cilinderinhoud 1493 cm³
- Vermogen 81 kW (110 pk)
- Koppel 235 Nm @ 2000 tpm
- Common Rail injectie

## Derde generatie (Type "UB", 2011-2017)
Op 1 maart 2011 werd op de Autosalon van Genève de derde generatie van de Rio gepresenteerd. Dit model is leverbaar als 3- en 5-deurs hatchback. Voor de Amerikaanse markt is tevens een sedan van de Rio leverbaar. De assemblage van het Europese model vindt plaats in Gwangmyeong, (Sohari Plant), Zuid-Korea.
In 2015 kreeg het model een kleine facelift. Daarbij werden de voor- en achterbumper licht gewijzigd en ook het middenconsole kreeg een iets andere indeling.

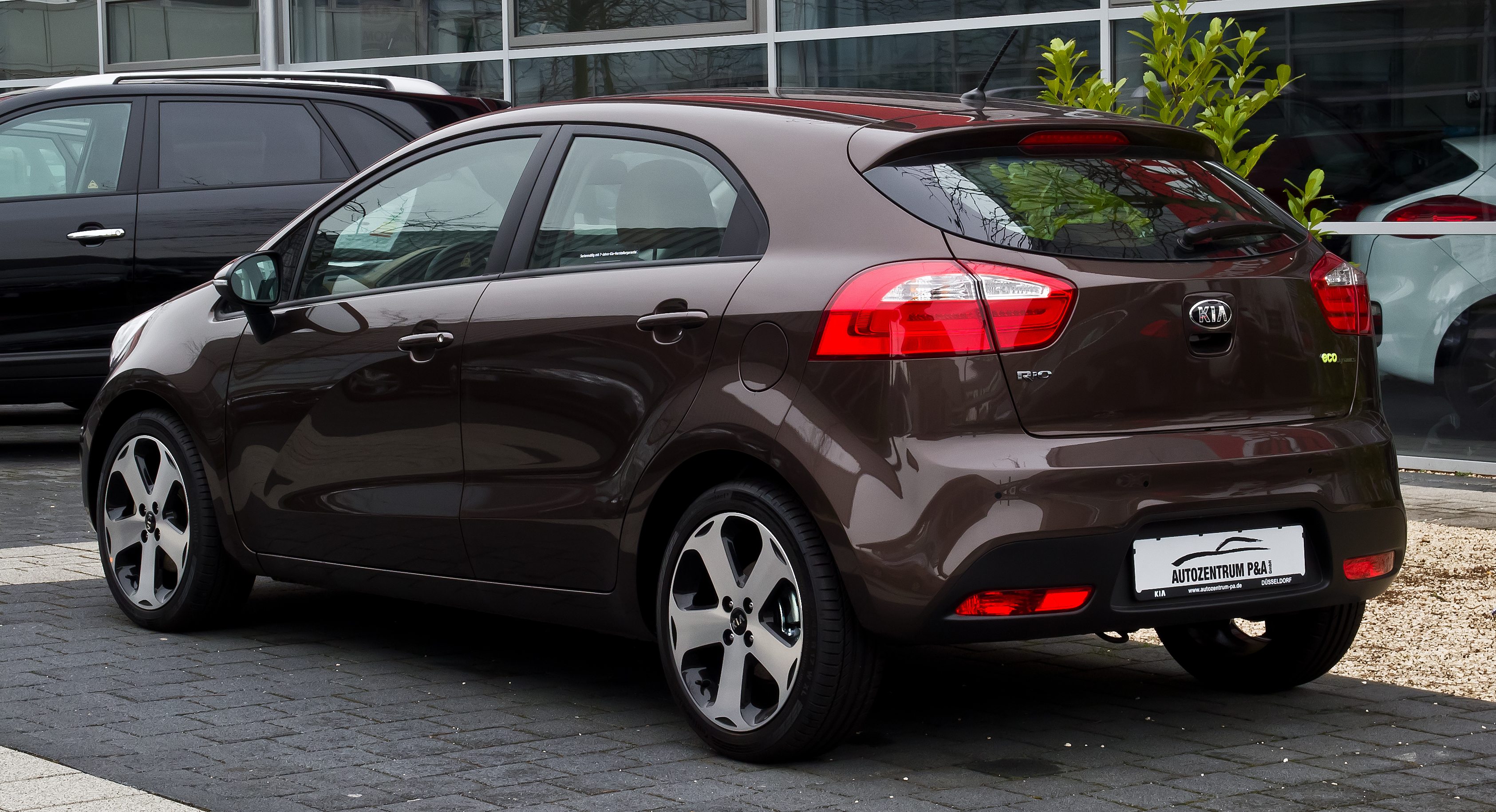
Achteraanzicht pre-facelift

### Motoren
| Benzinemotoren | Benzinemotoren | Benzinemotoren | Benzinemotoren           | Benzinemotoren   | Benzinemotoren | Benzinemotoren         | Benzinemotoren | Benzinemotoren                 | Benzinemotoren | Benzinemotoren |
| Model          | Type motor     | Cilinderinhoud | Vermogen                 | Koppel           | Topsnelheid    | Acceleratie 0–100 km/h | Uitstoot       | Versnellingsbak                | Jaar           |                |
| -------------- | -------------- | -------------- | ------------------------ | ---------------- | -------------- | ---------------------- | -------------- | ------------------------------ | -------------- | -------------- |
| 1.2 CVVT       | I4             | 1248 cm³       | 63 kW (85 pk) @6000 rpm  | 121 Nm @4000 rpm | 172 km/h       | 13,1 s                 | 105 g/km       | 5-versnellingen handgeschakeld | 2011-2015      |                |
| 1.2 CVVT       | I4             | 1248 cm³       | 62 kW (84 pk) @6000 rpm  | 121 Nm @4000 rpm | 167 km/h       | 13,4 s                 | 109 g/km       | 5-versnellingen handgeschakeld | 2015-2017      |                |
| 1.4 CVVT       | I4             | 1396 cm³       | 80 kW (109 pk) @6300 rpm | 137 Nm @4200 rpm | 183 km/h       | 11,5 s                 | 114 g/km       | 6-versnellingen handgeschakeld | 2011-2017      |                |
| 1.4 CVVT       | I4             | 1396 cm³       | 80 kW (109 pk) @6300 rpm | 137 Nm @4200 rpm | 170 km/h       | 13,2 s                 | 147 g/km       | 4-traps automaat               | 2011-2017      |                |
| Dieselmotoren  |                |                |                          |                  |                |                        |                |                                |                |                |
| Model          | Type motor     | Cilinderinhoud | Vermogen                 | Koppel           | Topsnelheid    | Acceleratie 0–100 km/h | Uitstoot       | Versnellingsbak                | Jaar           |                |
| 1.1 CRDi       | I3             | 1120 cm³       | 55 kW (75 pk) @4000 rpm  | 170 Nm @1500 rpm | 158 km/h       | 16,1 s                 | 94 g/km        | 6-versnellingen handgeschakeld | 2011-2017      |                |
| 1.4 CRDi       | I4             | 1396 cm³       | 66 kW (90 pk) @4000 rpm  | 220 Nm @1750 rpm | 172 km/h       | 14,2 s                 | 94 g/km        | 6-versnellingen handgeschakeld | 2011-2017      |                |

## Vierde generatie (Type "YB", 2017-heden)
In 2016 lanceerde Kia de vierde generatie Rio op de autosalon van Parijs. Ten opzichte van het voorgaande model is hij langer, breder en lager. In Europa is deze generatie enkel als 5-deurs hatchback leverbaar. In andere werelddelen wordt ook een sedan geleverd.

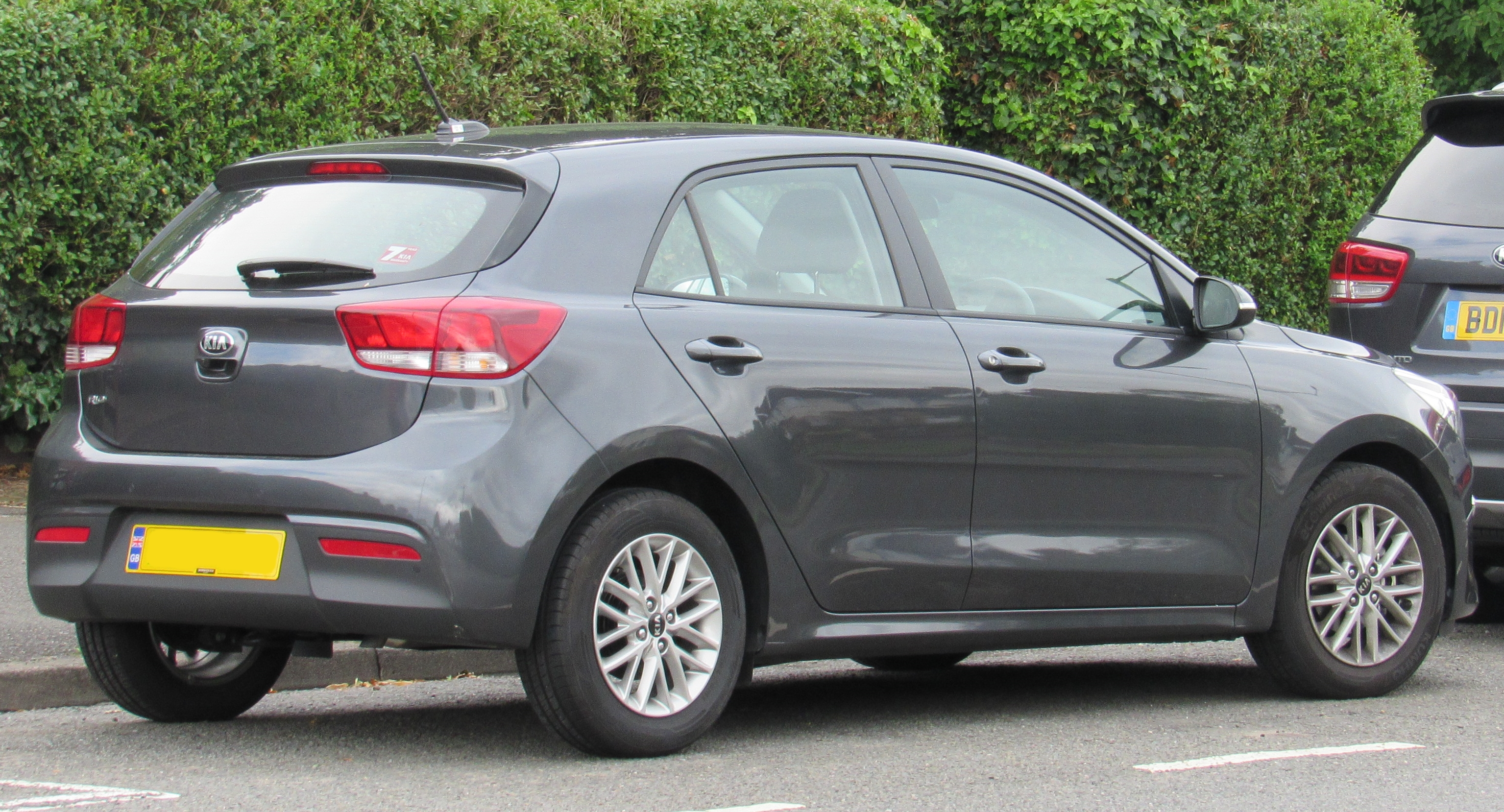
Achteraanzicht
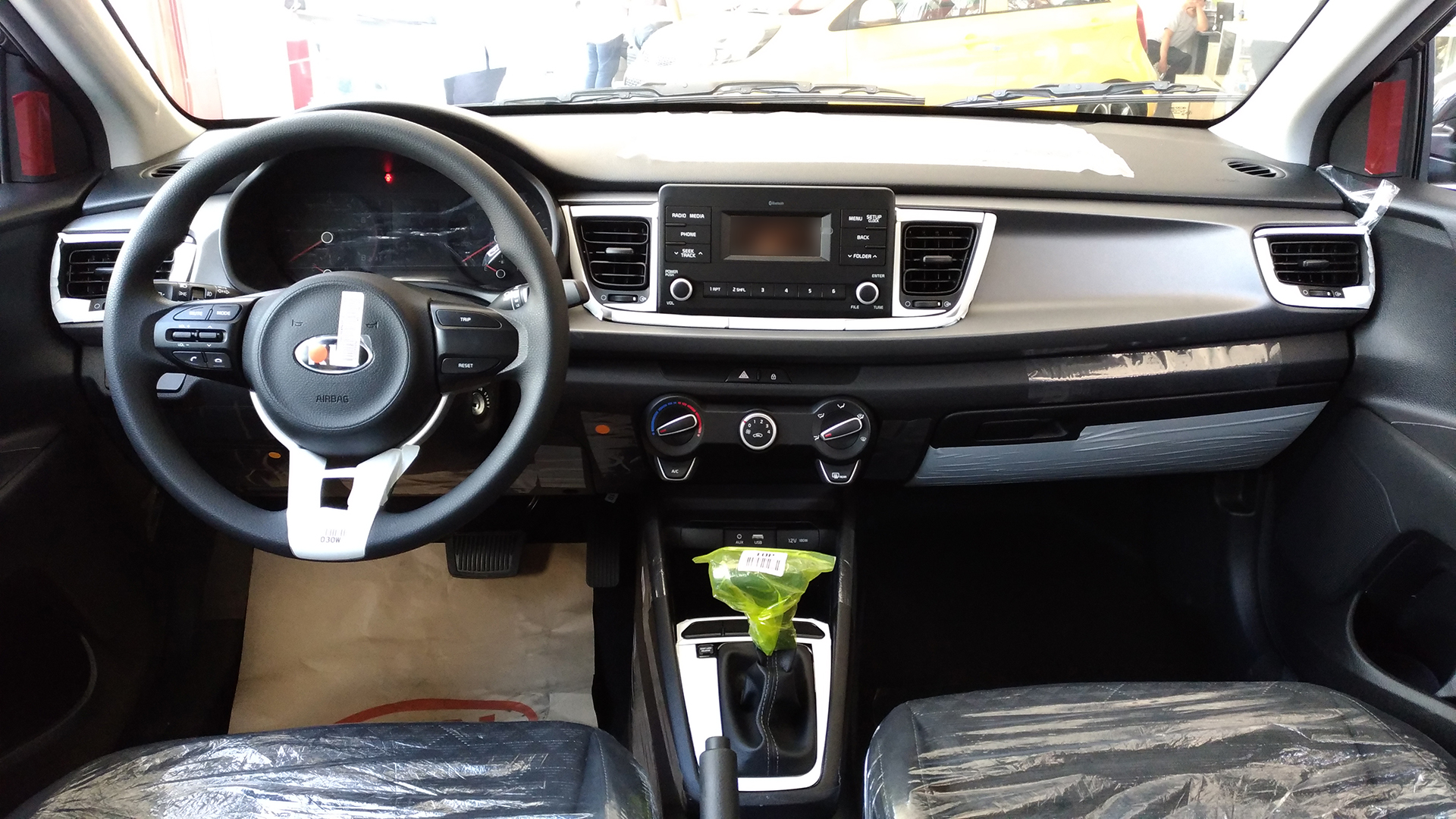
Interieur

### Motoren
| Benzinemotoren | Benzinemotoren | Benzinemotoren | Benzinemotoren           | Benzinemotoren   | Benzinemotoren | Benzinemotoren         | Benzinemotoren | Benzinemotoren                 | Benzinemotoren | Benzinemotoren |
| Model          | Type motor     | Cilinderinhoud | Vermogen                 | Koppel           | Topsnelheid    | Acceleratie 0–100 km/h | Uitstoot       | Versnellingsbak                | Jaar           | Opmerking      |
| -------------- | -------------- | -------------- | ------------------------ | ---------------- | -------------- | ---------------------- | -------------- | ------------------------------ | -------------- | -------------- |
| 1.0 T-GDI      | I3             | 998 cm³        | 74 kW (100 pk) @4500 rpm | 171 Nm @1500 rpm | 188 km/h       | 10,7 s                 | 94-102 g/km    | 5-versnellingen handgeschakeld | 2017-          |                |
| 1.0 T-GDI      | I3             | 998 cm³        | 88 kW (120 pk) @6000 rpm | 171 Nm @1500 rpm | 190 km/h       | 10,2 s                 | 107 g/km       | 6-versnellingen handgeschakeld | 2017-          |                |
| 1.4 MPI        | I4             | 1368 cm³       | 74 kW (100 pk) @6000 rpm | 133 Nm @4000 rpm | 166 km/h       | 13,9 s                 | 140 g/km       | 4-traps automaat               | 2017-          |                |
| Dieselmotoren  |                |                |                          |                  |                |                        |                |                                |                |                |
| Model          | Type motor     | Cilinderinhoud | Vermogen                 | Koppel           | Topsnelheid    | Acceleratie 0–100 km/h | Uitstoot       | Versnellingsbak                | Jaar           | Opmerking      |
| 1.4 CRDi       | I4             | 1396 cm³       | 66 kW (90 pk) @4000 rpm  | 240 Nm @1500 rpm | 175 km/h       | 12,0 s                 | 96-98 g/km     | 6-versnellingen handgeschakeld | 2017-          |                |